# Octasphales charitopa
Octasphales charitopa är en fjärilsart som beskrevs av Edward Meyrick 1886. Octasphales charitopa ingår i släktet Octasphales och familjen plattmalar. Inga underarter finns listade i Catalogue of Life.